# Irundi
Irundi é um distrito do município brasileiro de Fundão, Espírito Santo, de população de 532 habitantes.